# Л'Ансјен Лорет (Квебек)
Л'Ансјен Лорет (фр. L'Ancienne-Lorette) је град у Канади у покрајини Квебек. Према резултатима пописа 2011. у граду је живело 16.745 становника.

## Становништво
Према резултатима пописа становништва из 2011. у граду је живело 16.745 становника, што је за 1,4% више у односу на попис из 2006. када је регистровано 16.516 житеља.
| 2006.  | 2011.  |
| ------ | ------ |
| 16.516 | 16.745 |